# Cyrtomidictyum conjunctum
Cyrtomidictyum conjunctum là một loài thực vật có mạch trong họ Dryopteridaceae. Loài này được Ching miêu tả khoa học đầu tiên năm 1957.